# Hydrotaea iwasai
Hydrotaea iwasai är en tvåvingeart som beskrevs av Shinonaga 2006. Hydrotaea iwasai ingår i släktet Hydrotaea och familjen husflugor.
Artens utbredningsområde är Taiwan. Inga underarter finns listade i Catalogue of Life.